# Emil Ratzenhofer
Emil Ratzenhofer (* 2. August 1914; † 17. Dezember 2005) war ein österreichischer Eiskunstläufer.
Mit seiner Schwester Herta Ratzenhofer gewann er fünf Goldmedaillen bei den Österreichischen Eiskunstlaufmeisterschaften. Im Paarlauf gewannen sie bei den Eiskunstlauf-Europameisterschaften 1948 und 1949 jeweils die Bronzemedaille. Bei den Olympischen Winterspielen 1948 erreichten sie Platz neun.
Emil Ratzenhofer war von Beruf Ingenieur und hatte mit seiner Frau Christine zwei Töchter. Er war der Enkel von Gustav Ratzenhofer.

## Ergebnisse

### Einzellauf
| Wettbewerb / Jahr               | 1935 | 1936 | 1937 | 1938 | 1939 |
| ------------------------------- | ---- | ---- | ---- | ---- | ---- |
| Weltmeisterschaften             |      |      | 9.   |      |      |
| Europameisterschaften           | 9.   |      |      |      | 7.   |
| Österreichische Meisterschaften |      |      |      | 3.   | 3.   |

### Paarlauf
(mit Herta Ratzenhofer)
| Wettbewerb / Jahr               | 1943 | 1944 | 1945 | 1946 | 1947 | 1948 | 1949 | 1950 |
| ------------------------------- | ---- | ---- | ---- | ---- | ---- | ---- | ---- | ---- |
| Olympische Winterspiele         |      |      |      |      |      | 9.   |      |      |
| Weltmeisterschaften             |      |      |      |      |      | 11.  | 5.   |      |
| Europameisterschaften           |      |      |      |      |      | 3.   | 3.   |      |
| Deutsche Meisterschaften        |      | 1.   |      |      |      |      |      |      |
| Österreichische Meisterschaften | 1.   |      |      | 1.   | 1.   | 1.   | 1.   | 3.   |